# Lupin the IIIrd - Ishikawa Goemon getto di sangue
Lupin the IIIrd - Ishikawa Goemon getto di sangue (LUPIN THE IIIRD 血煙の石川五ェ門?, Lupin the IIIrd: Chikemuri no Ishikawa Goemon), inizialmente annunciato come Lupin III - Uno schizzo di sangue per Goemon Ishikawa, è un film d'animazione del 2017 diretto da Takeshi Koike.
La pellicola ha per protagonista Goemon Ishikawa XIII, famoso compagno di Lupin III, il celebre ladro creato da Monkey Punch. Il film è uscito nelle sale giapponesi il 4 febbraio 2017, mentre in Italia il 23 novembre 2020 su distribuzione Prime Video. Lo stile è lo stesso della serie Lupin the Third - La donna chiamata Fujiko Mine e dei film Lupin the IIIrd - La lapide di Jigen Daisuke e Lupin the IIIrd - La bugia di Mine Fujiko. Il titolo "getto di sangue" si riferisce a un soprannome di Goemon finora mai rivelato.

## Trama
Un uomo, nei pressi di una lussuosa villa, sta tagliando la legna, quando viene raggiunto da una bambina che gli mostra tre foto. Dopodiché l'uomo si arma di asce e, in sella alla sua moto, parte per svolgere il suo incarico. La scena si sposta su una gigantesca nave-bisca di proprietà della yakuza, dove Goemon è stato assunto come guardia del corpo dal boss Makio Inaniwa, il quale ripone estrema fiducia nel samurai a differenza dei suoi sottoposti. Nello stesso tempo, Lupin e Jigen portano avanti un colpo per rubare il ricavato della nave-bisca, ma nella cassaforte incontrano Fujiko che aveva la stessa intenzione.
Lupin e Fujiko decidono di dividersi il bottino, ma improvvisamente la nave comincia a sbandare a causa di alcune esplosioni e prende fuoco. Goemon si dirige verso la sala macchine dove incontra Hawk, l'uomo comparso a inizio film, meglio conosciuto come il "Fantasma delle Bermuda", un mercenario con l'incarico di eliminare Lupin, Jigen e Fujiko. Mentre Goemon combatte contro Hawk, Inaniwa muore tra le fiamme, abbandonato dai suoi uomini i quali faranno poi ricadere la colpa su Goemon accusandolo di non averlo difeso. Inaniwa Jr., figlio di Makio, ordina a Goemon di uccidere Hawk dandogli tempo tre giorni.
Nel frattempo Lupin, Fujiko e Jigen si sono nascosti col bottino in una villa e qui la donna racconta ai complici la storia di Hawk: egli è un ex soldato americano famoso per aver ucciso da solo più di 2000 uomini durante una battaglia, ma a seguito di un bombardamento durante una missione nelle isole Bermuda venne dato per morto in quel luogo; tuttavia anni dopo è riapparso e da quell'episodio guadagna il soprannome di "Fantasma delle Bermuda". Mentre il trio si sta godendo il ricavato della rapina Hawk, che è inseguito da Zenigata deciso a fermarlo prima che possa raggiungere Lupin, li trova e fa irruzione nel loro covo. Quando Lupin gli chiede le sue intenzioni Hawk risponde che è intenzionato a "trasformarli in concime".
Lupin, Jigen e Fujiko si rendono conto ben presto di non poter competere con Hawk, sono perciò costretti a fuggire con il mercenario che li tallona senza tregua servendosi della motocicletta di Fujiko, poiché ha usato la sua per far esplodere la villa. Hawk riesce a intrappolare il trio in fuga, ma a questo punto compare Goemon, deciso a prendersi la rivincita, nonostante il mercenario tenti di dissuaderlo. Goemon attacca per primo, ma Hawk lo sconfigge senza il minimo sforzo e la sua spada si rompe dalla parte del fodero e del manico (che Goemon sostituirà con parti di legno, ricostruendo così la sua classica Katana). Proprio quando sembra che per Lupin e i suoi compagni sia finita, arriva Zenigata che arresta Hawk, il quale inspiegabilmente si lascia portare in prigione senza opporre resistenza, dando così tempo a Lupin, Jigen e Fujiko di fuggire con Goemon ferito.
Umiliato dalla sconfitta e frustrato nel suo proposito di vendetta, il samurai intraprende un estenuante allenamento, sottoponendosi a durissime prove per punirsi e capire perché ha perso, sotto lo sguardo di Lupin e Jigen, senza tuttavia raggiungere la perfezione che cercava. Stufi di vedere il loro compagno tormentarsi, Lupin e Jigen lasciano da solo Goemon e decidono, per salvarsi da Hawk, di lasciarsi arrestare da Zenigata, il quale li informa che il mercenario è fuggito di prigione e li sta cercando. Nel frattempo Goemon ritorna da Inaniwa Jr. per ricevere la sua punizione, ma mentre i suoi scagnozzi lo pestano qualcosa si attiva in lui: egli infatti dopo tutti gli allenamenti è riuscito sbloccare il suo "sesto senso" che gli permette di prevedere le mosse dell'avversario. Ha inizio dunque una carneficina durante la quale il samurai uccide o ferisce gravemente tutti gli scagnozzi di Inaniwa, il quale è costretto a giurare di dimenticarsi per sempre di lui.
Intanto Hawk ha ritrovato Lupin e Jigen e, dopo aver messo fuori combattimento Zenigata, li insegue sulle montagne fino all'interno di un tempio in mezzo alla foresta. A questo punto Goemon, intervenuto appena in tempo per salvare Lupin e Jigen, affronta di nuovo il mercenario e alla fine lo sconfigge in una sanguinosa battaglia, rivelando che il suo calvario era per allenare al massimo tutti i sensi per poter attivare il suo sesto senso: grazie ad esso prevede le mosse di Hawk e gli taglia un braccio. Inoltre Goemon visualizza che Hawk avrebbe preso un'ascia con il braccio rimasto e in un impeto di rabbia lo avrebbe aggredito. Successivamente Goemon, dopo aver parato una serie di colpi, lo avrebbe decapitato. Tuttavia Hawk, spaventato e rendendosi conto di non poter sconfiggere il samurai nelle sue condizioni, si accende nervosamente un sigaro e si dichiara sconfitto. Dopodiché Lupin e Jigen scappano, mentre Goemon, per ringraziarli di averlo assistito senza interferire con il suo allenamento, tiene occupato l'ispettore Zenigata.

## Personaggi
- Goemon Ishikawa XIII, detto "Getto di Sangue": eccezionale samurai, si attiene scrupolosamente ai precetti del suo addestramento e pratica l'ascetismo. La sua spada è in grado di tagliare qualsiasi cosa.
- Arsenio Lupin III: il miglior ladro del mondo, ricercato da ogni polizia esistente, è un genio del crimine ottimista, buontempone e inguaribile donnaiolo. Questa volta ha preso di mira i soldi della Yakuza. In questo film sfoggia un'inedita giacca nera (che porta solo all'inizio), camicia nera e cravatta rossa.
- Daisuke Jigen: il miglior cecchino e pistolero del mondo, incallito fumatore, ha una mira infallibile e porta al fianco una Smith & Wesson 19.
- Fujiko Mine: è l'amore impossibile di Lupin. Ladra e truffatrice, è nota per la sua bellezza e l'abilità nel raggirare gli uomini.
- Hawk, detto "il Fantasma delle Bermude": è l'antagonista principale del film. È un ex militare americano, divenuto celebre per aver ucciso durante una battaglia, da solo e a mani nude, oltre 2000 nemici; in seguito fu dato per morto durante una missione segreta nel Triangolo delle Bermude (da cui il suo nomignolo). È dotato di stazza, riflessi, resistenza e forza sovrumane e combatte solo ed esclusivamente usando le sue asce; impassibile e spietato, pressoché inarrestabile in battaglia, è estremamente sicuro di sé e tanto abile da aver sconfitto facilmente Goemon per ben due volte. È così resistente al dolore da essersi sistemato da solo una spalla lussata e aver esternato qualche emozione solo dopo che Goemon gli ha tagliato un braccio. Ha anche un appetito eccezionale (consuma da solo una quantità di costolette e birra pari a quello di una comitiva di persone comuni), è un abile motociclista e fuma il sigaro; i suoi denti sono d'acciaio e parla usando metafore da boscaiolo, per esempio non parla di uccidere, ma di "disboscare" i suoi obiettivi.

## Edizioni home video
In Italia è stato distribuito il 16 settembre 2021 da Anime Factory/Koch Media in DVD e Bluray in un cofanetto che comprende anche Lupin the IIIrd - La lapide di Jigen Daisuke e Lupin the IIIrd - La bugia di Mine Fujiko.